# Shamorie Ponds
Shamorie Saequan Ponds (29 de junho de 1998) é um basquetebolista profissional norte-americano que atualmente joga pelo Toronto Raptors da National Basketball Association (NBA) e pelo Raptors 905 da G-League.
Ele jogou basquete universitário na Universidade de São João e não foi selecionado no Draft da NBA de 2019.

## Carreira no ensino médio
Ponds jogou basquete colegial na Thomas Jefferson High School, no Brooklyn, onde em 2016 ele liderou o time em seu primeiro título em Nova York desde 1954.
Ele escolheu frequentar a St. John nas proximidades para jogar sob o comando do treinador Chris Mullin.

## Carreira na faculdade
Como calouro, Ponds foi um dos melhores calouros da Big East Conference com média de 17,4 pontos e 3,3 assistências. No final da temporada, Ponds foi nomeado para a Equipe de Calouros da conferência.
Após seu primeiro ano, Ponds se tornou um dos melhores jogadores da Big East. Ele ganhou notoriedade depois de performances de destaque nas vitórias sobre Duke e de marcar 44 pontos, um recorde da Carnesecca Arena, contra Marquette. No final da temporada, Ponds foi nomeado para a Primeira-Equipe da Big East e ganhou o Haggerty Award como o melhor jogador universitário na área metropolitana de Nova York.
Após sua segunda temporada, Ponds se declarou para o Draft da NBA de 2018. Inicialmente, ele não contratou um agente. Ele decidiu voltar para St. John's para sua última temporada.

## Carreira profissional

### Toronto Raptors / Raptors 905 (2019 – presente)
Depois de não ser selecionado no Draft da NBA de 2019, o Houston Rockets assinou um contrato com Ponds para disputar a Liga de Verão de 2019 e participar do campo de treinamento. Em 19 de outubro de 2019, o Rockets dispensou Ponds.
Em 23 de outubro de 2019, o Toronto Raptors anunciou que assinou um contrato de duas vias com Ponds. Sob os termos do acordo, ele dividirá o tempo entre os Raptors e o seu afiliado da G-League, o Raptors 905.

## Estatísticas

### Universidade
| Ano      | Time       | PJ | MPJ  | AP   | 3P   | LL   | RT  | AS  | BR  | TO | PPJ  |
| -------- | ---------- | -- | ---- | ---- | ---- | ---- | --- | --- | --- | -- | ---- |
| 2016–17  | St. John's | 33 | 33.6 | .439 | .375 | .823 | 4.4 | 3.1 | 2.1 | .2 | 17.4 |
| 2017–18  | St. John's | 30 | 37.0 | .420 | .253 | .857 | 5.0 | 4.7 | 2.3 | .1 | 21.6 |
| 2018–19  | St. John's | 33 | 35.1 | .454 | .353 | .836 | 4.1 | 5.1 | 2.6 | .3 | 19.7 |
| Carreira | Carreira   | 96 | 35.2 | .437 | .328 | .840 | 4.5 | 4.3 | 2.3 | .2 | 19.5 |

Fonte: